# Московский автомобильно-дорожный государственный технический университет
Московский автомобильно-дорожный государственный технический университет (МАДИ) (аббр.: МАДИ) — федеральное государственное высшее учебное заведение в Российской Федерации, учебный и научно-исследовательский центр в области автомобильной промышленности и транспорта, а также дорожного, мостового и аэродромного строительства.

## История
Был учрежден постановлением СНК СССР № 748, от 13 декабря 1930 года, на базе автодорожного факультета Московского института инженеров железнодорожного транспорта и Высшей автодорожной школы ЦУДОРТРАНСа. На момент организации МАДИ имел два факультета – дорожно-строительный и автомеханический. В годы первых пятилеток институт внес огромный вклад в процесс индустриализации страны. В 1931 году состоялся первый выпуск инженеров, и 36 молодых специалистов были направлены на строительство дорог, мостов и транспортных сооружений СССР. 
К началу Великой Отечественной войны МАДИ уже подготовил несколько сотен специалистов, которые вписали доблестные страницы в героическую летопись Великой Победы. В послевоенное время выпускники института внесли большой вклад в восстановление народного хозяйства – их усилиями были отремонтированы тысячи мостов, сотни тысяч километров автомобильных дорог, строились и прокладывались новые путепроводы, тоннели и магистрали. Во многом благодаря усилиям выпускников вуза страна осваивала целину, нефтяные и газовые месторождения Восточной Сибири.
Трудовой путь университета отмечен многими наградами, среди которых – орден Трудового Красного Знамени «За заслуги в подготовке квалифицированных специалистов для народного хозяйства и развитии науки» (указ Президиума Верховного Совета СССР от 8 декабря 1980 г.). В 1988 году университет награжден орденом Дружбы Вьетнама (указ Госсовета Республики Вьетнам от 18 марта 1988 г.), а в 2017 году – орденом Дружбы Республики Лаос.
В 1992 году вуз стал техническим университетом, а с 2010 года его полное наименование – федеральное государственное бюджетное образовательное учреждение высшего образования «Московский автомобильно-дорожный государственный технический университет (МАДИ)».
С 1992 года имеет статус технического университета, сохраняя традиционное название. Научно-педагогическую работу вели свыше 800 профессоров и преподавателей, в том числе около 100 докторов и около 500 кандидатов наук.
Комплекс зданий МАДИ был спроектирован А. Э. Зильбертом , Алхазовым А.М. и С. Е. Чернышёвым . Главным архитектором был объявлен А. М. Алхазов.

## Подразделения

### Факультеты
- Факультет дорожных и технологических машин
- Факультет автомобильного транспорта
- Энерго-экологический факультет
- Дорожно-строительный факультет
- Экономический факультет
- Факультет управления
- Факультет логистики и общетранспортных проблем
- Конструкторско-механический факультет
- Факультет довузовской подготовки
- Подготовительный факультет для иностранных граждан
- Заочный факультет

### Филиалы
В скобках указаны год создания и местоположение.
- Бронницкий (1996, г. Бронницы, Московская область)
- Волжский (2000, г. Чебоксары, Чувашская Республика)
- Махачкалинский (1998, г. Махачкала, Республика Дагестан)
- Северо-Кавказский филиал (2005, г. Лермонтов, Ставропольский край)

### Научно-исследовательские институты
Для разработки и внедрения новых технологий в автомобильно-дорожном комплексе, в МАДИ созданы и действуют научно-исследовательские учреждения:
- Институт энергоэкологических проблем автотранспортного комплекса (НИИ ЭПАК)
- Институт механики и проблем качества (НИИМ)
- Институт проблем автомобильного транспорта (НИИ ПАТ)
- Институт проблем дорожной отрасли (НИИ ПДО)
- Институт материалов и конструкций (НИИ МК)
- Институт естественных наук (НИИ ЕН)
- Институт проблем развития высшего профессионального образования (ИПРВПО)
- Институт технологии, стандартизации и сертификации дорожно-строительных материалов

## Руководители

### Директора
- 1930 год — Лопатто В. А., первый директор института[3].
- Свитке Я. М.
- Михалёнок В. А.
- Квитницкий П. В.
- Колегаев В. С.
- Князев В. П.
- 1938—1943 — Артемьев С. П.

### Ректоры
- 1943—1961 — Зеленков Г. И.
- 1961—1982 — Афанасьев Л. Л.
- 1982—2001 — Луканин В. Н.
- 2001—2015 — Приходько В. М.
- 2015—2016 — Борщ В. В., и. о.
- 2016 — Дулясова М. В., и. о.
- 2016—2018 — Ницевич В. Ф., и. о.
- 2018—2020 — Кустарев Г. В., и. о.[4]
- 2020 — Зиманов Л. Л., врио.
- 2020—2021 — Келлер А. В., и. о.
- 2021—2023 — Ефименко Д. Б., и. о.
- С 2023 — Ажгиревич А. И.

## Награды
- Орден Трудового Красного Знамени[5]
- Орден Дружбы (Вьетнам)[6]
- Орден Дружбы (Лаос)

## Критика
По данным сетевого сообщества Диссернет, в МАДИ неоднократно (более 75 раз) защищались диссертации, написанные с нарушениями научной и академической этики (плагиатом). Также среди преподавательского состава технического университета обнаружено девять преподавателей, защитивших подобные диссертации (к примеру, профессор кафедры «Автоматизированные системы управления» МАДИ Бернер Леонид Исаакович, профессор кафедры «Менеджмент» МАДИ Ивахненко Андрей Михайлович, профессор МАДИ Либенко Александр Владимирович) и декан факультета автомобильного транспорта Солнцев Алексей Александрович. В 2018 году была опубликована информация о коррупции, а также о причастности высшего руководства МАДИ к хищению денежных средств в особо крупном размере.

## Соревнования

### «Формула Студент»
Формула Студент — соревнования, на которых студенты самостоятельно проектируют, изготавливают и собирают небольшой гоночный автомобиль. Команда МАДИ в этом виде соревнований существует с 2005 года, а в августе 2006 года в первый раз команда из России «SEG MADI» (Students Engineering Group MADI) приняла участие в чемпионате Formula Student на немецкой трассе Хоккенхаймринг.

### «Формула Гибрид»
Формула Гибрид — соревнование, в котором студенты, используя знания современной электроники и электротехники, создают принципиально новую комбинированную энергетическую структуру автомобиля, повышая его топливную экономичность и технические характеристики.
В 2008 году команда «Формула Гибрид МАДИ» заняла первое место в классе технических проектов и бизнес-презентаций в Италии в острой конкуренции среди 7 европейских команд.
Уже в 2009 году усилиями команды университета был создан автомобиль Dragonfly (Стрекоза) с гибридным приводом. Он принял участие в турнире на американской трассе New Hampshire Motor Speedway и занял 16 место из 32.
В 2010 году машина «Шмель» выехала на гонку под названием Endurance в США и заняла 15 место из 30 команд. Пока команда остается единственной российской командой, создавшей болид с гибридным приводом самой крупной мировой инженерной серии Formula SAE (Formula Student), а также выступавшей с ней в США.
В 2011 году команда принимала участие на гонках в Италии, где заняла первое место по очкам с автомобилем Colibri, однако не смогла завершить гонку Endurance из-за проблем с системой охлаждения ДВС.

## Известные преподаватели
- См. Категория:Преподаватели МАДИ

## Известные выпускники
С момента основания МАДИ подготовил свыше 60 тысяч специалистов с высшим техническим образованием (по состоянию на 2004 год).
- См. Категория:Выпускники МАДИ